# マリア・セリア・ラボルデ
マリア・セリア・ラボルデ（Maria Celia Laborde 1990年8月2日 - ）はアメリカ合衆国の柔道選手。キューバ出身。階級は48kg級。

## 人物
2013年8月の世界選手権では5位だったが、世界団体では3位となった。2014年２月にはグランドスラム・パリで3位になると、6月に地元で開催されたグランプリ・ハバナで優勝した。8月の世界選手権では準決勝で近藤亜美に敗れるが、3位決定戦では同僚のダヤリス・メストレ・アルバレスを寝技で破って3位になった。11月にメキシコのベラクルスで開催された中央アメリカ・カリブ海競技大会で優勝するもキューバへは帰国せずに、その大会の55kg級と60kg級で優勝した同じキューバの男子選手レオナルド・メリノ及びハビエル・ペーニャとともに逃げ出した。その後アメリカ国籍を得ると、2022年のアフリカオープン・チュニスで優勝、パンアメリカン・オセアニア選手権では3位になった。2023年のワールドマスターズでは決勝で古賀若菜に背負投で敗れるが2位になった。2024年のパリオリンピックでは2回戦で敗れた。
IJF世界ランキングは2686ポイント獲得で19位(25/3/17現在)。

## 主な戦績
- 2013年 - ベルギー国際　3位
- 2013年 - グランドスラム・パリ　5位
- 2013年 - 世界選手権　5位
- 2013年 - 世界団体　3位
- 2013年 - グランドスラム・東京　7位
- 2014年 - ベルギー国際　優勝
- 2014年 - グランドスラム・パリ　3位
- 2014年 - グランプリ・デュッセルドルフ 7位
- 2014年 - グランプリ・ハバナ　優勝
- 2014年 - 世界選手権　3位
- 2014年 - 中央アメリカ・カリブ海競技大会　優勝
- 2022年 - アフリカオープン・チュニス　優勝
- 2022年 - パンアメリカン・オセアニア選手権　3位
- 2022年 -　オセアニアオープン・パース　優勝
- 2023年 -　ワールドマスターズ　2位
- 2023年 - パンアメリカン競技大会 3位
- 2024年 - パンアメリカン・オセアニア選手権　3位
- 2025年 - グランプリ・リンツ　3位
- 2025年 - パンアメリカン・オセアニア選手権　2位

(出典、JudoInside.com)